# Маноел Нунеш Неко
Маноел Нунеш Неко (шп. Manoel Nunes Neco; Сао Пауло, 7. март 1895 — Сао Пауло, 31. мај 1977) био је бразилски фудбалски нападач који је играо за Бразил на Копа Америка 1917, Копа Америка 1919 и Копа Америка 1922.
Неко је први фудбалер Коринтијанса коме је 1929. године подигнут споменик.
Са Коринтијансом је осам пута освојио Лига Паулиста као играч (1914, 1916, 1922, 1923, 1924, 1928, 1929, 1930, и био накбољи стрелац 1914. и 1920) и једном као тренер (1937).